# Малая Москва

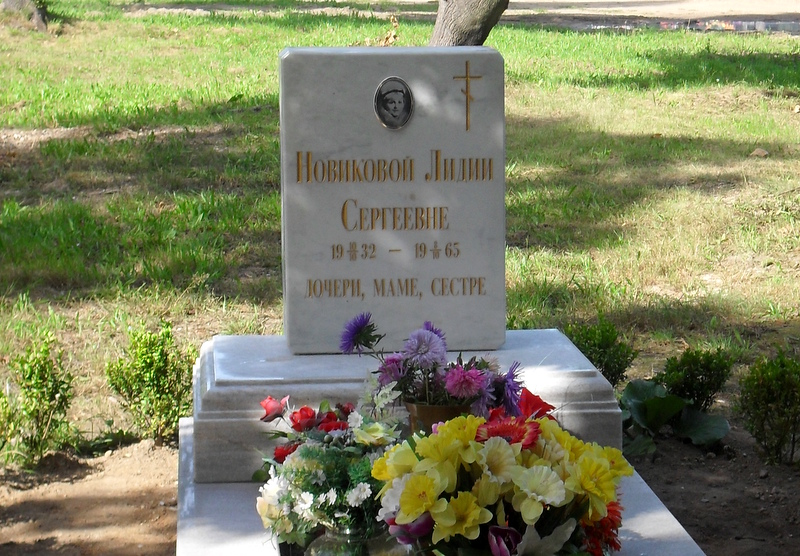
Mогилa Лидии Сергеевны Новиковой на коммунальном кладбищe города Легница

«Малая Москва» (пол. Mała Moskwa) — польский художественный фильм режиссёра Вальдемара Кшистека. Фильм основан на реальной истории Лидии Сергеевны Новиковой, похороненной на коммунальном кладбище города Легница.

## Сюжет
В город Легницу на западе Польши в наше время приезжает российский гражданин, который когда-то в 60-х годах XX века проходил здесь службу, и у которого в «советской части» местного городского кладбища похоронена жена. Он хочет оплатить пребывание здесь захоронения ещё на 20 лет. Следом за ним в Легницу приезжает его дочь, вылитая мать, которая ненавидит свою мать, которую никогда не видела. Она не может простить матери, что та, как ей рассказали, покончила с собой из-за любви к поляку, оставив её, грудного ребёнка — плод этой любви — на руках у мужа, которому изменила.
Во второй половине 1960-х в городок советской лётной части в польском городе Легница прибывает несколько молодых советских офицеров с жёнами. В Легнице, с 1945 года польском, а до этого немецком городе в Нижней Силезии, находилась тогда большая группировка советских войск, а также штаб всей Северной группы войск (СГВ), как официально с 1945 по 1993 называлась группа советских войск в Польше. Во время, в котором разворачиваются события фильма, Польша была Польской Народной Республикой (ПНР), социалистическим государством, союзником СССР по Варшавскому договору (1955)
Капитан Юрий Светлов до этого проходил службу в отряде космонавтов, дружил с Юрием Гагариным. Но, вместо космоса, он направлен служить за границу: Звёздный городок под Москвой ему и его жене на пять лет (срок пребывания в войсках на территории зарубежной социалистической страны) приходится сменить на «воздушку» в «Малой Москве», как между собой называют этот город «местные» советские жители (ведь это и «столица СГВ», и поезда идут сюда «из Союза» именно с московского Белорусского вокзала).
Жена Юрия, Вера, молодая привлекательная женщина-домохозяйка: муж-лётчик, элита Вооружённых Сил, получает много, тем более за границей, все время занят делами службы. На дворе «холодная война», постоянное противостояние с США и блоком НАТО. А с Войском Польским официально поддерживаются отношения «братства по оружию» в продолжение совместных боевых традиций и побед в Великой Отечественной войне. По большим революционным праздникам устраиваются совместные культурные мероприятия. Во время одного из таких, вечера советско-польской дружбы в честь годовщины Великой Октябрьской социалистической революции, Вера Федоровна Светлова неожиданно для всех и для своего мужа побеждает в конкурсе песни. Оказывается, ей давно нравятся песни, которые исполняет польская певица Эва Демарчик, и музыкально одарённая русская женщина выучила некоторые из них по-польски.
Награду вручает ей молодой польский поручик Михал Яницкий. Необычная русская нравится ему, и он сразу пытается сблизиться с ней, приглашает её на танец — но она отвергает его ухаживания. И все же Михал провожает её и её мужа домой — Юрий сильно выпил, и Вера одна не может его довести. И опять ухаживания Михала не встречают у неё ответа.
А затем в политотдел лётной части приходит официальное письмо от польских товарищей — властей города. Они просят, чтобы певица Вера Светлова представляла их Легницу на конкурсе песни в Зелёной Гуре. Правда, за фасадом «братерства брони» («братства по оружию») кроются совсем непростые, ещё российско-польские многовековые и советско-польские не очень давние сложные отношения, взаимные претензии и обиды, противоречие между извечным стремлением поляков к полной независимости и присутствием на их территории огромного советского воинского контингента, живущего по своим законам в чужой стране). Дело не только доходит до бытовых конфликтов между русскими и поляками. Советское командование не поощряет контактов своих граждан с польскими друзьями вне официальной обстановки (Приказ 010 никто не отменял). На польских союзников смотрят всегда свысока.
Но на официальную просьбу местных польских партийно-хозяйственных властей решено ответить согласием. Чтобы через месяц-другой под каким-нибудь благовидным предлогом отказаться. И Вера начинает ездить на репетиции. Её аккомпаниатором оказывается Михал: он до армии окончил музыкальное училище.
И здесь уже Вера проявляет интерес к польскому офицеру. Их связь, которой, как оказалось, они оба хотят, возможно, потому, что Система им это запрещает, быстро перерастает в любовь. Этому способствует и рискованное предприятие — крещение в польском костёле новорождённого ребёнка соседей Юрия и Веры, ещё одного лётчика и его жены — армян, которое по просьбе Нане организует Михал и в котором Михал и Вера принимают участие как крестные родители.
Вскоре оказывается, что Вера беременна. Её кладут на сохранение в советский госпиталь на территории города, а довольный подвернувшимся надёжным предлогом замполит, который уже в курсе связи жены советского офицера с поляком, объявляет Михалу, что репетиций больше не будет из-за беременности солистки. И добавляет: Юрия отчислили из отряда космонавтов по причине его бесплодия.
В день, когда Юрий встречает Веру с новорождённой девочкой у подъезда госпиталя и привозит её домой, в городок, там уже объявлена боевая тревога: 21 августа 1968 войска СССР, Польши и ряда других стран Варшавского договора входят в Чехословакию. Юрий вынужден оставить свою жену, которую любит несмотря ни на что. Перед боевым вылетом он просит, чтобы жена назвала ребёнка Вера.
Одновременно Михал, переодевшись в купленную где-то советскую офицерскую форму, пытается пробраться к своей любимой, с которой они уже строят наивные планы совместной жизни, но его задерживают и препровождают в советских особый отдел. Начальник особого отдела, майор КГБ, сообщает о странных действиях польского офицера польским партийным и военным властям — и для пущей убедительности обвиняет его в шпионаже. Михал, не выдержав издевательского тона допрашивающих и отчитывающих его советских и польских товарищей, выбрасывается из окна. Однако на предложение советского особиста вывезти его, ещё живого, куда-нибудь и сделать вид, что он стал жертвой несчастного случая, польский командир Михала отвечает категорическим отказом.
Веру также вызывают в особый отдел. И здесь она признается, что хочет просить разрешения выйти замуж за поляка, сменить гражданство, остаться на постоянное жительство в Легнице. Майор КГБ удивлён её откровенным признанием, но тут же объясняет ей, что этого он не допустит. Потому, что это дело «касается чести нашей Родины». И потому, что это может стать нежелательным примером для многих других. Однако он понимает, что молодую женщину он не испугал и не переубедил. Вера же идёт домой к Михалу и там от его матери узнает, что Михал погиб в дорожной аварии, когда его часть шла в Чехословакию. Наконец Вера приходит к мужу на аэродром, но так и не встретившись с ним, проходит мимо бетонного укрытия, в котором находится Юрий рядом со своим самолётом. При выходе с военного объекта, в лесопарковой полосе, какие-то странные, но явно советские люди предлагают её подвезти, а когда она пытается от них убежать, настигают её и тащат к своему «газику» по длинному узкому мосту над рекой.
Дочь, тоже Вера, успешный, но нервный менеджер, работающий в немецкой фирме. Она — современная россиянка. Своего мягкого и интеллигентного отца, который, кажется, любит свою неверную жену сейчас ещё больше, чем прежде, она понять не может. Она просто над ним издевается. Поляков, как ей кажется, она ненавидит. И все же они идут с отцом к дому, где может сейчас жить тот поляк, но на стук никто не открывает. Поздним вечером дочь опять приходит туда. Она видит выходящего из квартиры странного хромого человека: она уверена, что это её фактический отец, идёт за ним, но когда тот оборачивается, убегает.
Наконец они идут на могилу к матери. Здесь дочь встречает молодую польку, которая ухаживает за могилой. Да, конечно она слышала об этой женщине: это была самая большая любовь в её городе. Из-за неё эта женщина повесилась где-то над рекой. А поляка выпустили из тюрьмы — и он пропал.
Дочь поднимает глаза: поодаль стоит поляк средних лет с большим букетом белых цветов. Она узнает в нём того человека, которого уже встречала вчера, и оборачивается к отцу с немым вопросом. Отец с усилием чуть кивает головой: это он. И эта сцена наконец примиряет её с матерью.

## В ролях
- Светлана Ходченкова — Вера Светлова / Вера, дочь Веры и Михала
- Леслав Журек — лейтенант Михал Яницкий (озвучивает Даниил Эльдаров)
- Дмитрий Ульянов — Юрий Светлов, муж Веры
- Елена Лещинская — Нане
- Артём Ткаченко — Саят, муж Нане
- Юрий Ицков — политрук
- Алексей Горбунов — майор КГБ
- Вадим Афанасьев — конферансье
- Агата Миелюте — акушерка Александра Горчакова
- Ян Хенч — пан Владек
- Пшемыслав Блушч — спекулянт Ян Бала
- Эдвин Петрикат — старый немец
- Кшиштоф Драч — секретарь ПРП
- Хенрик Небудек — ксёндз
- Вероника Ксёнжкевич — девушка на кладбище

## Награды
- 2008 — Фестиваль польских художественных фильмов в Гдыне — Гран-при фестиваля
- 2008 — Фестиваль польских художественных фильмов в Гдыне — лучшая женская роль (Светлана Ходченкова)
- 2009 — Польская кинопремия «Орлы»-2009 за лучший сценарий (Вальдемар Кшистек), лучшую сценографию (Тадеуш Косаревич), лучшие костюмы (Малгожата Захарска), лучший звук (Вацлав Пильковски, Пётр Кноп, Михал Костеркевич) и премия «Открытие года» (Елена Лещинска)
- 2009 — Приз зрительских симпатий 31 Московского международного кинофестиваля